# Istituto Ladino "Micurà de Rü"
L'Istituto Ladino Micurà de Rü (in ladino Istitut Ladin Micurá de Rü) è un ente culturale con sede a San Martino in Badia il cui scopo è organizzare iniziative a favore della conservazione e promozione della lingua e della cultura ladina in generale.

## Storia
L'istituto Ladino "Micurà de Rü" è stato istituito con la Legge Provinciale n. 27 del 31/07/1976, pubblicata nel Bollettino Ufficiale della Regione in tre lingue. La necessità di garantire all'etnia ladina, un punto di riferimento culturale che si facesse promotore della loro lingua, venne portata all'attenzione durante i lavori dell'Arbeitsgemeinschaft Tirol che si tennero a Bressanone nel 1972, dai rappresentanti ladini dott. Heinz Stuflesser e Pire Castlunger.
Trovando il sostegno necessario si decise quindi di avviare il progetto che prevedesse l'impiego di un personale a tempo pieno per studiare la lingua e la cultura ladina e ne potessero arricchire le conoscenze. Venne anche stabilito da parte dell'assessore provinciale Klaus Dubis, che tale istituto dovesse essere gestito unicamente da ladini e di renderlo indipendente dai già esistenti istituti culturali della provincia come ad esempio il Südtiroler Kulturinstitut.
Un'apposita commissione, i cui membri sono Angel Morlang, Heinz Stuflesser, Lois Craffonara e Pire Castlunger, venne creata per studiare la questione finanziaria dell'Istituto e la sua possibile struttura. La legge e lo statuto dell'Istituto vengono approvati dalla Giunta Provinciale e stampati nel Bollettino Ufficiale della Regione il 31/07/1976.
Il primo corpo direttivo del Consiglio d'Istituto scelto dalla Provincia era formato da Lois Trebo come vicepreside e dal consigliere provinciale Franz Demetz come presidente provvisorio poi sostituito in prima seduta da Lois Craffonara come direttore dell'Istituto.
Venne deciso di denominare l'istituto in memoria del sacerdote badioto Micurà de Rü, che nel 1833 stese la prima grammatica della lingua ladina. Fu anche scrittore e poeta in lingua ladina.

## Finalità e attività
L'Istituto collabora attivamente sia con gli istituti culturali ladini delle altre vallate del Sella, che con quelli romanci del Canton Grigioni in Svizzera e con quelli friulani.
Ladinia - Sföi culturâl dai ladins dles Dolomites è la rivista scientifica dell'istituto, che ogni anno raccoglie articoli (in ladino, in tedesco e in italiano), riguardanti la storia, la linguistica e la cultura dell'ambito ladino. Oltre a questa, numerose sono le pubblicazioni volte a studiare e trasmettere le tradizioni, la toponomastica, i racconti, i canti del popolo ladino.
Un lavoro di grande portata linguistica fu la stesura dei dizionari "Ladino badioto - Italiano", "Ladino badioto - Tedesco" e "Ladino gardenese - Italiano", "Ladino gardenese - Tedesco".
L'Istituto collabora, assieme ad altri gruppi ed istituti ladini, al progetto SPELL. Si occupa inoltre della raccolta e conservazione di documenti storici e libri riguardante la Ladinia.
Una parte importante infine dell'attività dell'Istituto consiste nel sostegno pratico concesso ad associazioni culturali che hanno gli stessi obbiettivi dell'Istituto.

## Biblioteca
Un importante servizio dell'Istituto è la biblioteca specialistica che propone una considerevole raccolta di libri in lingua ladina o libri scritti in altre lingue che trattano tematiche inerenti alla Ladinia. Accanto a questa raccolta è importante la sezione con pubblicazioni in friulano e grigionese. La raccolta spazia su molteplici tematiche, come linguistica, storia, archeologia, letteratura, toponomastica, filologia, didattica, storia dell'arte, paleontologia, geologia, antropologia, turismo, pedagogia ecc. e ogni argomento che possa essere inerente alla cultura, alla lingua e alla geografia delle valli ladine.
Il catalogo dei libri è consultabile on line e fa parte del circuito di biblioteche provinciali "Biblioteca scientifica dell'Alto Adige", coordinato dalla Biblioteca della Libera Università di Bolzano.
Oltre alla biblioteca, l'istituto conserva un notevole archivio che raccoglie vari documenti originali e una notevole quantità di duplicati provenienti dagli archivi parrocchiali. Più recente è invece l'archivio fotografico.